# 241276 Guntramlampert
241276 Guntramlampert este o planetă minoră (asteroid) din centura de asteroizi. A fost descoperită pe 7 octombrie 2007 la Gaisberg⁠(d) de Richard Gierlinger⁠(d). 
Obiectul prezintă o orbită caracterizată de o semiaxă mare de 3,0004543435755 UAi, o excentricitate de 0,09, o înclinație de 3,9 ° în raport cu ecliptica.